# 大洲镇 (封开县)
大洲镇，是中华人民共和国广东省肇庆市封开县下辖的一个乡镇级行政单位。

## 行政区划
大洲镇下辖以下地区：
大洲社区、岐岭村、大和村、泗科村、上律村、垢塘村、东坡村、东畔村和大播村。